# Maike Stöckel
Maike Stöckel (* 6. März 1984 in Bielefeld) ist eine deutsche Hockeyspielerin.

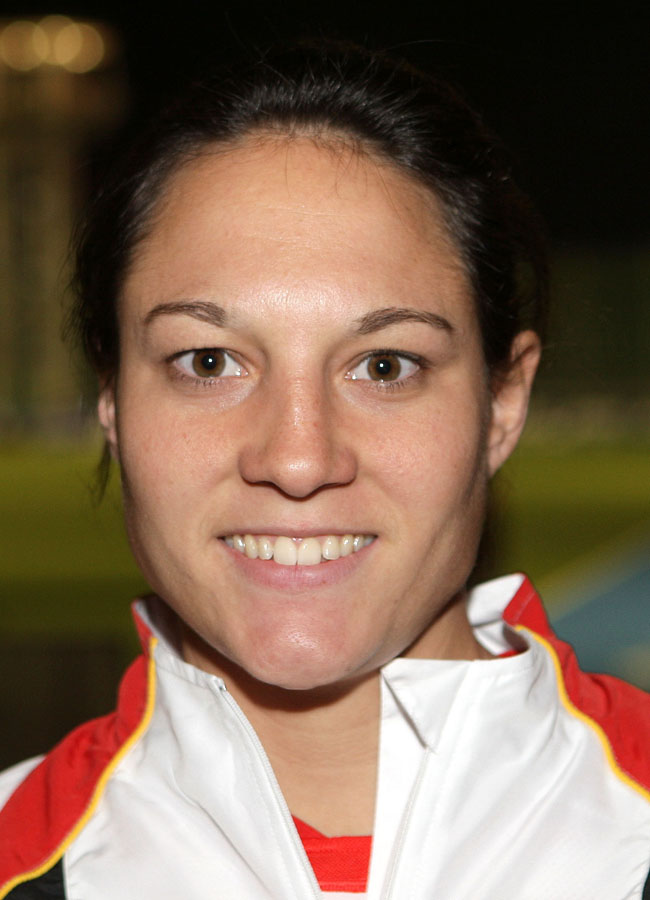
Maike Stoeckel 2008

Maike Stöckel begann mit vier Jahren beim Hockey-Club Essen. Über den Club Raffelberg wechselte sie zu ihrem jetzigen Verein Rot-Weiß Köln. 2007 wurde die Stürmerin mit den Kölnern Deutsche Meisterin. 2008 wurde sie Vizemeisterin wie schon 2005.
2001 wurde sie U18-Europameisterin, nachdem sie mit der U16-Nationalmannschaft 1999 und 2000 im Europameisterschaftsfinale verloren hatte. Bei den Halleneuropameisterschaften 2002 debütierte Maike Stöckel in der deutschen Hockeynationalmannschaft und gewann gleich ihren ersten Titel. 2004 und 2006 konnte sie erneut zum Sieg bei den Halleneuropameisterschaften beitragen. Im Freien wurde sie 2004 Zweite bei der FIH Champions Trophy; 2006 gewann die deutsche Mannschaft dieses Turnier, belegte bei den Weltmeisterschaften aber nur den achten Rang. Bei den Hallenweltmeisterschaften 2007 in Wien erreichte das deutsche Team den dritten Platz. Nach dem dritten Platz bei der Champions Trophy 2007 wurde das Team in Manchester Europameister. 2008 nahm Stöckel zum fünften Mal an der Champions Trophy teil, in Mönchengladbach erreichte man den zweiten Rang. Bei den Olympischen Spielen 2008 belegte sie mit der deutschen Nationalmannschaft genauso den vierten Platz wie bei der Weltmeisterschaft 2010, bei den Europameisterschaften 2009 und 2011 gewann sie jeweils die Silbermedaille.
Maike Stöckel hat 190 Länderspiele absolviert, davon 22 in der Halle.(Stand 5. Juli 2012)